# Aladağ (district)
Pour les articles homonymes, voir Aladağ.
Aladağ (prononcé [ɑɫɑ'dɑː]) est un district et une ville de la province d'Adana, en Turquie, situés au sud-est du massif de l'Anti-Taurus (Ala Dağlar, en turc).

## Géographie
La ville est dominée par les sommets Akinek Dağı (1 995 m) au nord-est, Ziyaret Dağı (2 164 m) au nord-ouest et Kale Dağı (1 789 m) au sud-ouest.

## Administration

### Population
Au recensement de 2000, la population du district s'élève à 23 579 et la seule ville de Adadağ, à 6 674 habitants.
| Année | Ville | District | Total  |
| ----- | ----- | -------- | ------ |
| 1990  | 4 990 | 18 217   | 23 207 |
| 2000  | 6 674 | 16 905   | 23 579 |

## Transports et communications

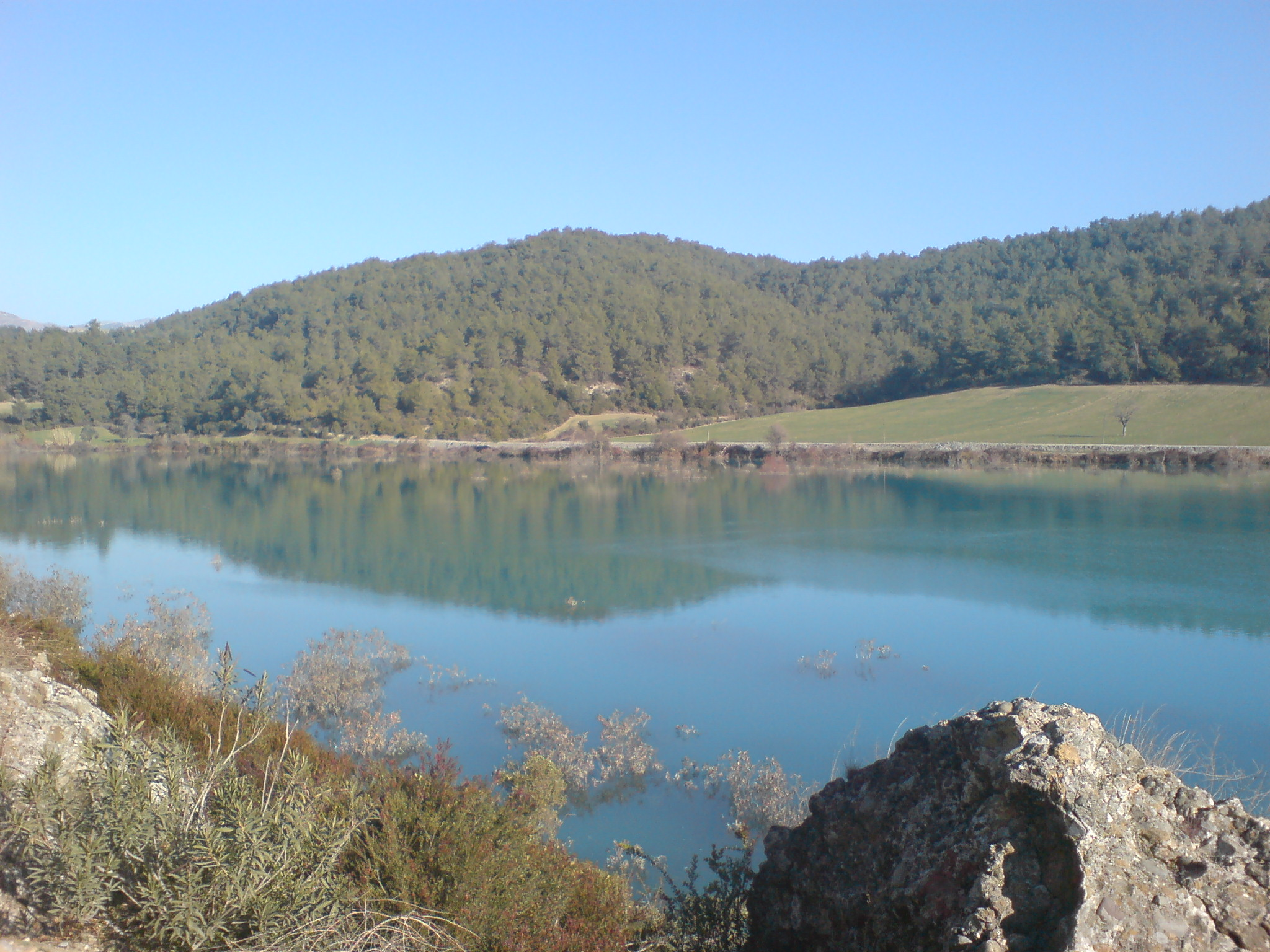
Le lac du barrage de Yedigöze, à proximité du village d'Eğner.

Seule voie de communication, la route permet de relier Aladağ aux villages alentour :
- Eğner à 15 km, par le col de Hasandede (Hasandede Geçidià 1090 mètres d'altitude[1]), au bord du lac formé par le barrage de Yedigöze (Yedigöze baraji) sur la rivière Seyhan.
- Kökez à 8 km, point de départ de l'ascension du Ziyaret Dağı
- Akören
- Ceritler

La préfecture de la province, Adana, est située à 100 km au sud.